# Tutanota
Tutanota est un logiciel de courriel open-source chiffré de bout en bout et un service de messagerie web sécurisée. Tutanota est développé et fourni par une compagnie allemande, Tutanota GmbH, depuis 2011,,,,. Le nom Tutanota est dérivé des mots latins tuta nota qui signifient « message sécurisé ».

## Chiffrement
Tutanota offre un chiffrement de bout en bout des courriels envoyés à partir du compte d’un utilisateur de Tutanota à un autre. Tutanota chiffre également tous les courriels et les contacts. Pour les destinataires extérieurs, qui n’utilisent pas Tutanota, une notification est envoyée avec un lien vers un compte Tutanota temporaire. Après avoir entré un mot de passe échangé précédemment, le destinataire peut lire le message et répondre de manière chiffrée de bout en bout.

## Histoire
La compagnie Tutanota a été fondée en 2011 à Hanovre, en Allemagne, où  se trouve le siège officiel. Sa vocation officielle est de défendre la vie privée en ligne. 
Quand Edward Snowden a révélé en 2013 les programmes de surveillance de masse de la NSA, comme XKeyscore, la vision de Tutanota a pris encore plus d’importance.
En 2014, le logiciel est open-source et le code source est librement accessible et peut donc être contrôlé par quiconque le souhaite et en a les compétences . 
À ses débuts, Tutanota GmbH était un des rares fournisseurs de courriels chiffrés. 
En 2015, l'équipe de Tutanota comptait cinq personnes. 
Il y a eu 123 publications jusqu’à présent et 12 personnes ont contribué au projet. L’application web et l’application mobile sont toutes les deux open-source.
Dès le début, le modèle économique de Tutanota a exclu de gagner de l’argent via la publicité. Le financement de la compagnie se base sur les dons et les abonnements premiums.
En mars 2017, Tutanota a plus de 2 millions d’utilisateurs.

## Types de compte
Tutanota propose des comptes gratuits et payants : les utilisateurs de comptes premiums peuvent utiliser leurs propres domaines avec Tutanota.
| Gratuit                                                   | Payant (1 euro par mois) |
| --------------------------------------------------------- | --- |
| un utilisateur, 1 Go de stockage, prise en charge limitée | plusieurs utilisateurs, 1 Go de stockage (extensible), 5 alias (extensible), domaines personnalisés ou domaines Tutanota, réglage de la boite de réception, personnalisations (logo et message de bienvenue), service d’aide prémium |

## Fonctionnalités
Tutanota est un service de messagerie freemium. Certaines fonctions ne sont pas disponibles pour tous les utilisateurs de Tutanota tandis que d’autres peuvent seulement être utilisés par les comptes prémiums.
Fonctionnalités gratuites et prémiums :
- réglage du courrier indésirable (Établissement de listes noire et blanche d’adresses courriel et de domaines) ;
- personnalisation de la signature ;
- 1 Go de stockage ;
- chiffrement automatique de bout-en-bout.

Prémium :
- Aide à la gestion des domaines ;
- des comptes utilisateur peuvent être ajoutés (différentes boites de réception / identifiants) ;
- Réglage boite de réception ;
- Des alias peuvent être ajoutés aux utilisateurs ;
- Attraper tous pour des domaines personnalisés ;
- Configuration de son propre logo ;
- Message de bienvenue aux destinataires externes ;
- alias supplémentaire et de stockage des paquets ;
- Service d’aide prémium.

Pour se connecter, l’utilisateur a besoin d’un mot de passe. S’il est oublié ou perdu, il ne peut pas être récupéré et le compte est inutile. C’est parce que l’utilisateur est la seule personne à connaitre son mot de passe ; il n’est pas transféré sur le serveur,.
Le service d’hébergement n’offre pas d’accès IMAP/POP3/SMTP, mais a des applications gratuites pour iOS et Android.
Tutanota prend en charge tous les navigateurs web, mais certains pourraient ne pas être officiellement pris en charge, ce qui signifie que ces navigateurs n’ont pas été testés.

### Suppression de compte
Tutanota supprime les comptes gratuits qui sont inactifs depuis 6 mois.